# 辻惟雄
辻 惟雄（つじ のぶお、1932年6月22日 - ）は、日本の美術史学者。博士（文学）（東京大学・論文博士・1995年）。専門は日本美術史。東京大学名誉教授、多摩美術大学名誉教授。2016年文化功労者に選出、2018年瑞宝重光章受章。

## 経歴
出生から修学期
1932年、愛知県名古屋市で生まれた。次男であり、母方の叔父・辻欽四郎の養子となった。東京都立日比谷高等学校を経て、東京大学文学部美術史学科に進学。卒業後、同大学大学院に進んだ。1961年、博士課程を中退。
美術史研究者として
東京国立文化財研究所美術部技官に採用された。その後、東北大学教授に転じた。1985年、東京大学文学部教授に就任。1992年、国際日本文化研究センター（東京大学併任教授）も兼ねた。1993年に東京大学を定年退官し、名誉教授となった。1995年、学位論文『戦国時代狩野派の研究：狩野元信を中心として』を東京大学に提出して文学博士の学位を取得。 
1996年、千葉市美術館館長に就任。1998年、多摩美術大学学長に就任。また、MIHO MUSEUM館長を務め、館長退任後顧問(現在)。

## 受賞・栄典
- 2010年：京都市文化功労者[5]
- 2016年：文化功労者に選出[6]
- 2017年：朝日賞を受賞[7]
- 2018年：瑞宝重光章を受章[8]。

## 研究内容・業績
専門は美術史で、日本美術史。日本美術の時代や分野を通底する特質として、「かざり」「あそび」「アニミズム」の3つを挙げている。
若冲ほかに光をあてる
- 著書『奇想の系譜』などで、従来の美術史ではあまり評価されていなかった岩佐又兵衛、狩野山雪、伊藤若冲、曾我蕭白、長沢蘆雪、歌川国芳などを「奇想の画家たち」として取り上げたことで江戸絵画の再評価を促し[3]、日本の美術史に大きな影響を与え[3]、特に1990年代以降の若冲ブームの立役者となった[9]。
- 1949年秋に美術史家・源豊宗が発見し、岩佐又兵衛作と断定した「洛中洛外図　舟木本」について、1960年以来「又兵衛前派」の作と否定していたが[10]、2008年刊の『岩佐又兵衛』において自説を改めている[10]。

指導学生
- 美術史家の山下裕二は東大時代での教え子であり、山下が監修した2019年の東京都美術館での展覧会「奇想の系譜展 江戸絵画ミラクルワールド」では、辻が特別顧問として協力した[11]。2021年1月に『日本経済新聞』「私の履歴書」が連載された。

## 家族・親族
- 実父：都筑千秋は産婦人科医。
- 父：辻欽四郎

## 著作
単著
- 『奇想の系譜：又兵衛‐国芳』美術出版社 1970
  - 改訂版 ぺりかん社 1988
  - 文庫化 ちくま学芸文庫 2004[12]
  - 大判・図版増補 小学館 2019
- 『若冲』東京美術出版社 1974
  - 増訂文庫化 講談社学術文庫 2015
- 『日本美術の表情 「をこ絵」から北斎まで』角川書店 1986
- 『風俗画入門』小学館(創造選書) 1986
  - 文庫化 講談社学術文庫 2024年
- 『奇想の図譜：からくり・若冲・かざり』平凡社 1989
  - 文庫化 ちくま学芸文庫 2005[13]
- 『17・18世紀の美術：浮世の慰め』(岩波日本美術の流れ 5) 岩波書店 1991
- 『日本美術の見方』(岩波日本美術の流れ 7) 岩波書店 1992
- 『戦国時代狩野派の研究：狩野元信を中心として』吉川弘文館 1994
  - 新装版 2011年
- 『遊戯する神仏たち：近世の宗教美術とアニミズム』角川書店 2000年
  - 改題文庫化『あそぶ神仏：江戸の宗教美術とアニミズム』ちくま学芸文庫 2015[14]
- 『日本美術の歴史』東京大学出版会 2005
  - 補訂版 2021年
- 『奇想の江戸挿絵』集英社新書(ヴィジュアル版) 2008
- 『岩佐又兵衛：浮世絵をつくった男の謎』文春新書(ヴィジュアル版) 2008
- 『ギョッとする江戸絵画』羽鳥書店 2010[注釈 1]
- 『奇想の発見：ある美術史家の回想』[注釈 2]新潮社 2014
- 『十八世紀京都画壇：蕭白、若冲、応挙たちの世界』 講談社選書メチエ 2019
- 『伊藤若冲』(シリーズよみがえる天才) ちくまプリマー新書 2020
- 『最後に、絵を語る。 奇想の美術史家の特別講義』集英社 2024年

著作集
- 『辻惟雄集』(全6巻) 青柳正規・河野元昭・小林忠・酒井忠康・佐藤康宏・山下裕二 編集委員、岩波書店 2013-2014

1. 第1巻 「かざり」の美術
2. 第2巻 「あそび」とアニミズムの美術
3. 第3巻 障屏画と狩野派
4. 第4巻 風俗画の展開
5. 第5巻 又兵衛と山雪
6. 第6巻 若冲と蕭白

編著・共編
- 『洛中洛外図』(日本の美術 121) 至文堂 1976
- 『江戸の宗教美術』(日本美術全集 23) 学研 1979
  - 新版1994
- 『岩佐又兵衛』(日本美術絵画全集 13) 集英社 1980
- 『岩佐又兵衛』(日本の美術 259) 至文堂 1987
- 『庶民仏教』(図説日本の仏教 5) 新潮社 1990
- 『絵巻 鳥獣人物戯画と嗚呼絵』(日本の美術 300) 至文堂 1991
- 『幕末・明治の画家たち：文明開化のはざまに』ぺりかん社 1992
  - 新版 2008年
- 『若冲』(水墨画の巨匠 9) 梅原猛と分担解説、講談社 1994
- 『花の変奏 花と日本文化』中西進共編、ぺりかん社 1997
- 『「かざり」の日本文化』角川書店 1998
- 『日本美術の発見者たち』矢島新・山下裕二と共著、東大出版会 2003
- 『日本絵画名作101選』小林忠・河野元昭と共著、小学館 2005
- 『ザ・プライスコレクション』監修、小学館 2006
- 『続 幕末・明治の画家たち：激動期の美術』ぺりかん社 2008
- 『日本美術史ハンドブック』泉武夫共編、新書館 2009
- 『幽霊名画集 全生庵蔵・三遊亭円朝コレクション』監修、ぺりかん社 1995
  - 普及版 1999年
  - 文庫化 ちくま学芸文庫 2008
- 『日本美術全集』(全20巻・索引) 編集委員、小学館 2012-2016
- 『熱闘！ 日本美術史』村上隆との共著 新潮社(とんぼの本) 2014
- 『若冲 ワンダフルワールド』5名共著、新潮社(とんぼの本) 2016
- 『若冲の「花」』朝日新聞出版 2016
- 『若冲原寸美術館』監修、太田彩編、小学館 2016
- 『名画への招待』(全9巻) 編集委員、朝日新聞出版 2017
- 『血と笑いとエロスの絵師：岩佐又兵衛』山下裕二共編 新潮社(とんぼの本) 2019

メディア
- 『若冲が待っていた 辻惟雄自伝』小学館 2022年[注釈 3]

記念論集
- 『日本美術史の水脈』辻惟雄先生還暦記念会編 ぺりかん社 1993